# شهرستان اوبویانسکی
شهرستان اوبویانسکی (به لاتین: Oboyansky District) یک شهرستان در روسیه است که در استان کورسک واقع شده‌است.